# Třída Bouchard
Třída Bouchard je třída oceánských hlídkových lodí argentinského námořnictva. Patří do typové řady Gowind vyvinuté francouzskou loděnicí Naval Group. První jednotka Bouchard (ex L'Adroit) byla postavena na náklady loděnice jako prototyp plavidel rodiny Gowind a následně byla několik let zapůjčena francouzskému námořnictvu. Plavidlo později zakoupila Argentina, přičemž byly objednány ještě další tři upravené jednotky se zesíleným trupem. Argentinské námořnictvo třídu provozuje od roku 2019. Trojice nově postavených sesterských lodí má být dodána v letech 2020–2022. Třída Bouchard představuje první válečné lodě zakoupené pro argentinské námořnictvo po více než 30 letech.

## Stavba

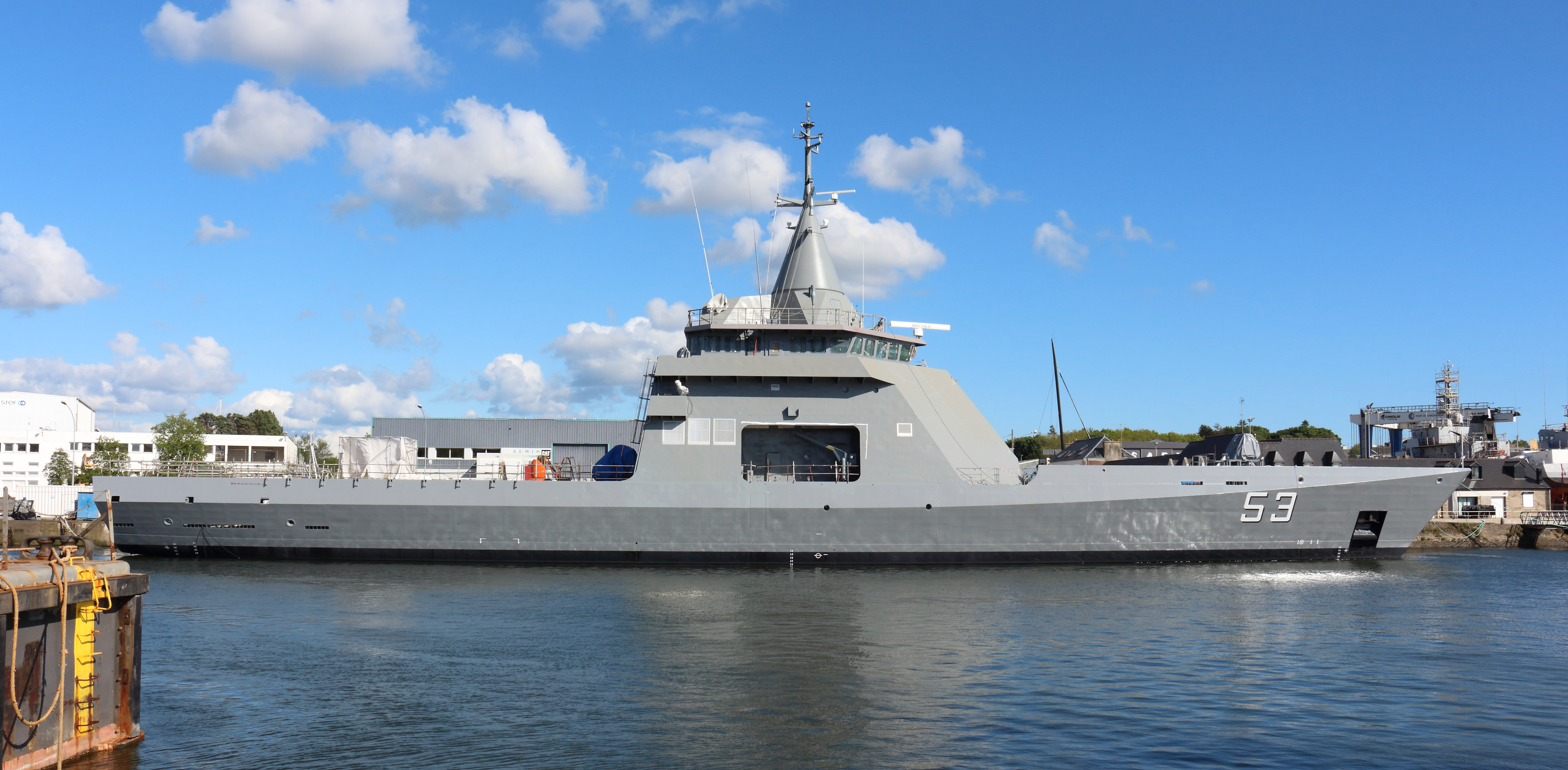
ARA Storni (P-53)

Hlídkové lodě tohoto typu byly vyvinuty jako součást typové řady Gowind francouzské loděnice DCNS (pozdější Naval Group). Jako prototypovou jednotku nové typové řady loděnice na vlastní náklady postavila oceánskou hlídkovou loď, kterou mělo v letech 2012–2019 zapůjčeno francouzské námořnictvo jako L'Adroit (P725).
Dne 22. června 2018 byl v Buenos Aires podepsán kontrakt s francouzskou loděnicí Kership (joint venture podnik sloužící k podpoře prodeje hlídkových lodí rodiny Gowind) na dodání čtyř víceúčelových oceánských hlídkových lodí. V platnost kontrakt vstoupil 13. února 2019. V jeho rámci Argentina získala již hotovou hlídkovou loď L'Adroit, která byla po provedení potřebných úprav do služby přijata 6. prosince 2019 jako ARA Bouchard. Součástí kontraktu byla také stavba tří dalších sesterských lodí se zesíleným trupem (model OPV90). Dodány mají být v letech 2020–2022. Cena za všechna čtyři plavidla je 319 milionů euro.
Práce na první sériové jednotce ARA Piedrabuena začaly v lednu 2019 v loděnici společnosti Kership v Concarneau. Hlídková loď Piedrabuena byla na vodu spuštěna 11. srpna 2020. Třetí a čtvrtou jednotku staví loděnice v Lanesteru.
Jednotky třídy Bouchard:
| Jméno                                  | Loděnice            | Spuštěna        | Vstup do služby                                        | Status                                                             |
| -------------------------------------- | ------------------- | --------------- | ------------------------------------------------------ | ------------------------------------------------------------------ |
| ARA Bouchard (P-51, ex L'Adroit, P725) | Naval Group         | květen 2011     | 19. března 2012 (Francie) 6. prosince 2019 (Argentina) | V letech 2012–2019 provozována francouzským námořnictvem. Aktivní. |
| ARA Piedrabuena (P-52)                 | Kership, Concarneau | 1. října 2020   | 13. dubna 2021                                         | Aktivní.                                                           |
| ARA Storni (P-53)                      | Kership, Lanester   | 10. května 2021 | 3. protince 2021                                       | Aktivní.                                                           |
| ARA Contralmirante Cordero (P-54)      | Kership, Lanester   | 22. září 2021   | 2. června 2022                                         | Aktivní.                                                           |

## Konstrukce (Bouchard)

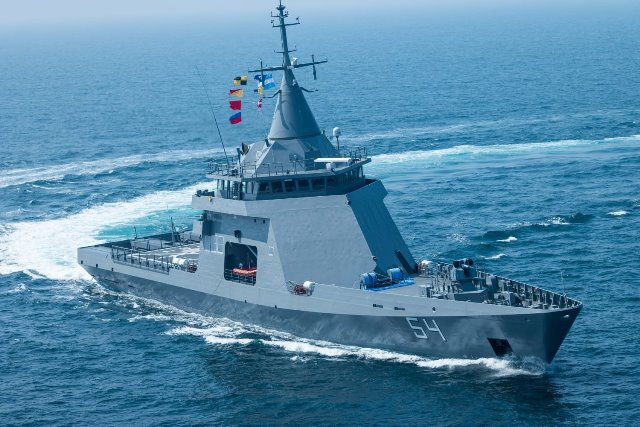
ARA Contralmirante Cordero (P-54)

Plavidlo má ocelový trup. Nástavba je pro zlepšení výhledu posádky vysokého pyramidového tvaru. Posádku tvoří 30 osob, které může doplnit dalších 30 (například vojenský výsadek). Na zádi se nachází přistávací plocha a hangár pro jeden vrtulník. Ze zádi je spouštěna dvojice devítímetrových rychlých člunů typu RHIB. Výzbroj tvoří jeden 20mm kanón a dva 12,7mm kulomety. Pohonný systém je koncepce CODAD. Tvoří ho dva diesely Anglo Belgian Corporation V12. Nejvyšší rychlost dosahuje 21 uzlů. Dosah je 8000 námořních mil při rychlosti 21 uzlů.